# Kościół św. Jacka w Biskupicach
Kościół św. Jacka – rzymskokatolicki kościół parafialny położony we wsi Biskupice (gmina Radłów). Kościół należy do parafii św. Jadwigi Śląskiej i św. Jacka w Biskupicach w dekanacie Gorzów Śląski w diecezji opolskiej. Dnia 20 stycznia 1966 roku pod numerem 1073/66, świątynia została wpisana do rejestru zabytków województwa opolskiego (rejestr prowadzony jest przez NID).

## Historia kościoła
Kościół św. Jacka został wybudowany w latach 1784–1787 z fundacji hrabiego Christiana Gottliba Jordana, ówczesnego właściciela wioski. Do zakończenia II wojny światowej była to świątynia protestancka. W 1946 roku kościół przekazany został katolikom. Konsekracja miała miejsce w 1985 roku.

## Architektura i wnętrze kościoła

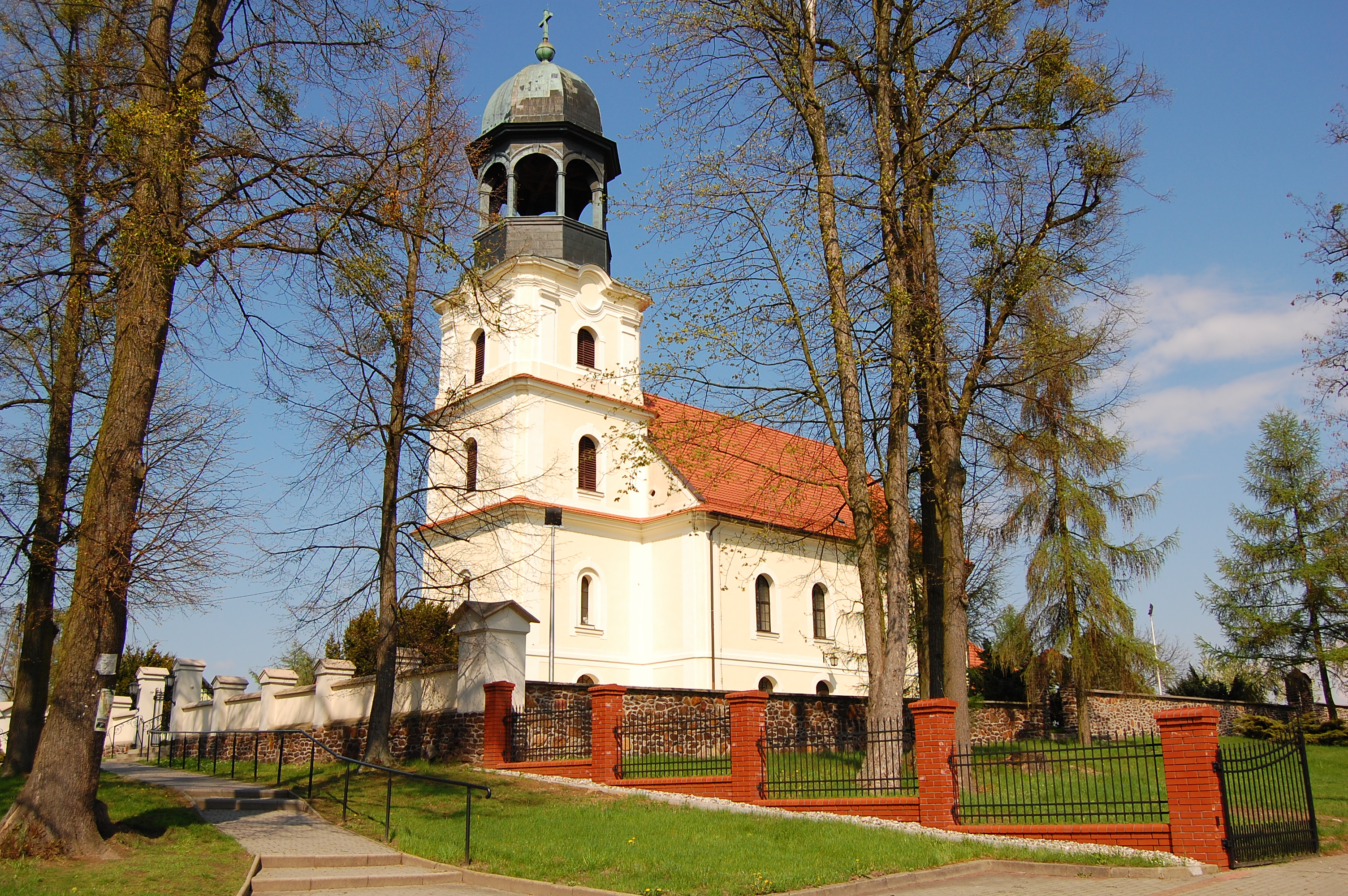
Widok kościoła (2013)

Jest to budowla murowana, otynkowana, salowa z trójbocznym zamknięciem od wschodu i kwadratową wieżą od zachodu. Wnętrze kościoła ma formę czteroprzęsłową, nakrytą stropem. Od zachodu i wzdłuż ścian bocznych znajdują się drewniane empory. Dolne okna świątyni są owalne, górne natomiast półkoliste. Narożnik elewacji w części zachodniej oraz narożnik wieży zostały zaokrąglone. Kościół nakryty jest dachem siodłowym, który pokrywa dachówka. Wieża w trzech kondygnacjach ozdobiona jest gzymsem.
We wnętrzu świątyni na uwagę zasługują zabytkowe:
- ołtarz ambonowy, rokokowy pochodzący z II połowy XVIII wieku,
- umieszczone na ołtarzu XVIII-wieczne, barokowe rzeźby św. Mikołaja i św. Nepomucena,
- rokokowe organy,
- obraz Matki Boskiej Częstochowskiej namalowany na drzewie, z przełomu XVII–XVIII wieku,
- krzyż procesyjny z XVIII–XIX wieku[4].